# Epoca d'oro della poesia russa
Epoca d'oro della poesia russa è il nome tradizionalmente applicato dai filologi alla prima metà del XIX secolo. Viene anche chiamata epoca di Aleksandr Sergeevič Puškin, dal suo poeta più significativo (nelle parole di Nabokov, il più grande poeta con cui questo mondo è stato benedetto dal tempo di Shakespeare). Michail Jur'evič Lermontov e Fëdor Ivanovič Tjutčev sono generalmente indicati i due maggiori poeti romantici dopo Puškin.
Vasilij Andreevič Žukovskij e Konstantin Nikolaevič Batjuškov sono i più apprezzati dei suoi precursori. Puškin stesso, tuttavia, considerava Evgenij Abramovič Baratynskij il miglior poeta dei suoi tempi.

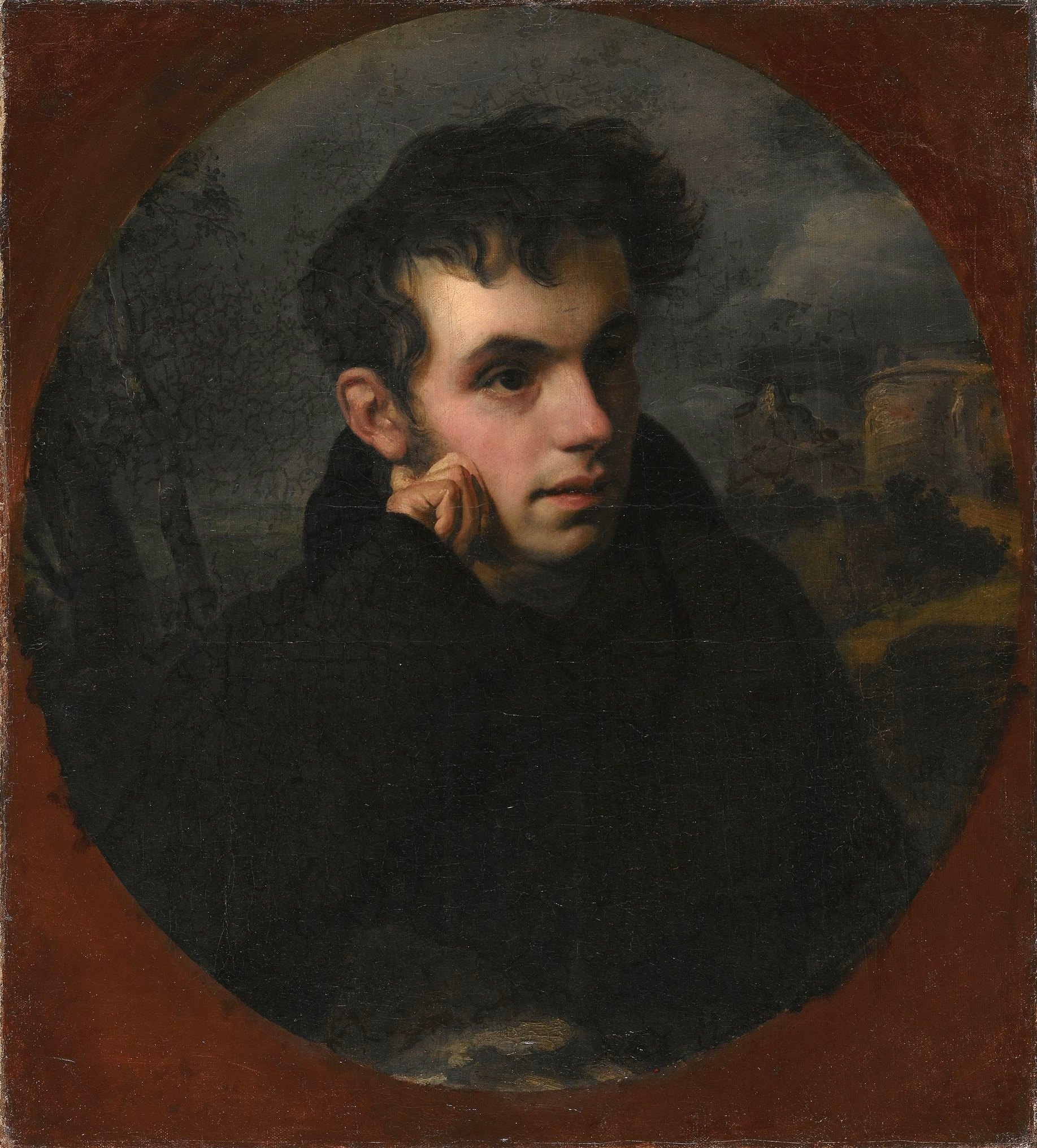
Vasilij Andreevič Žukovskij
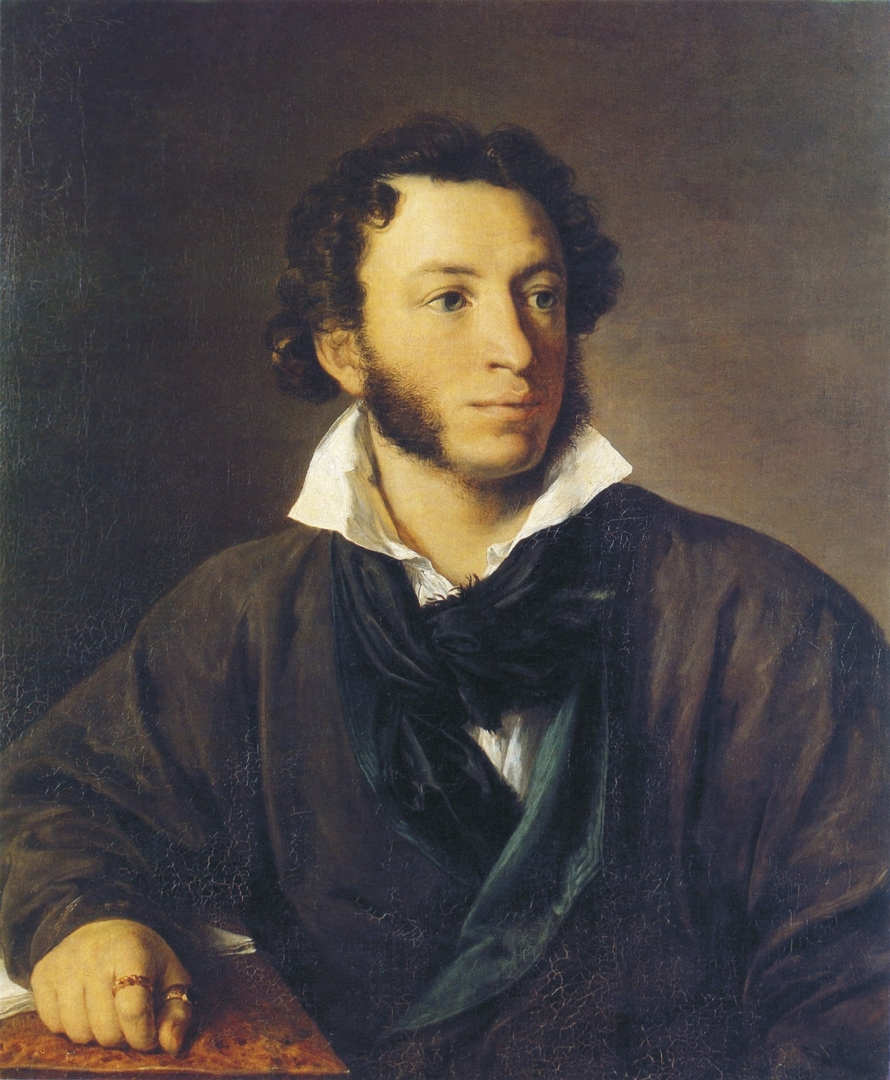
Aleksandr Sergeevič Puškin
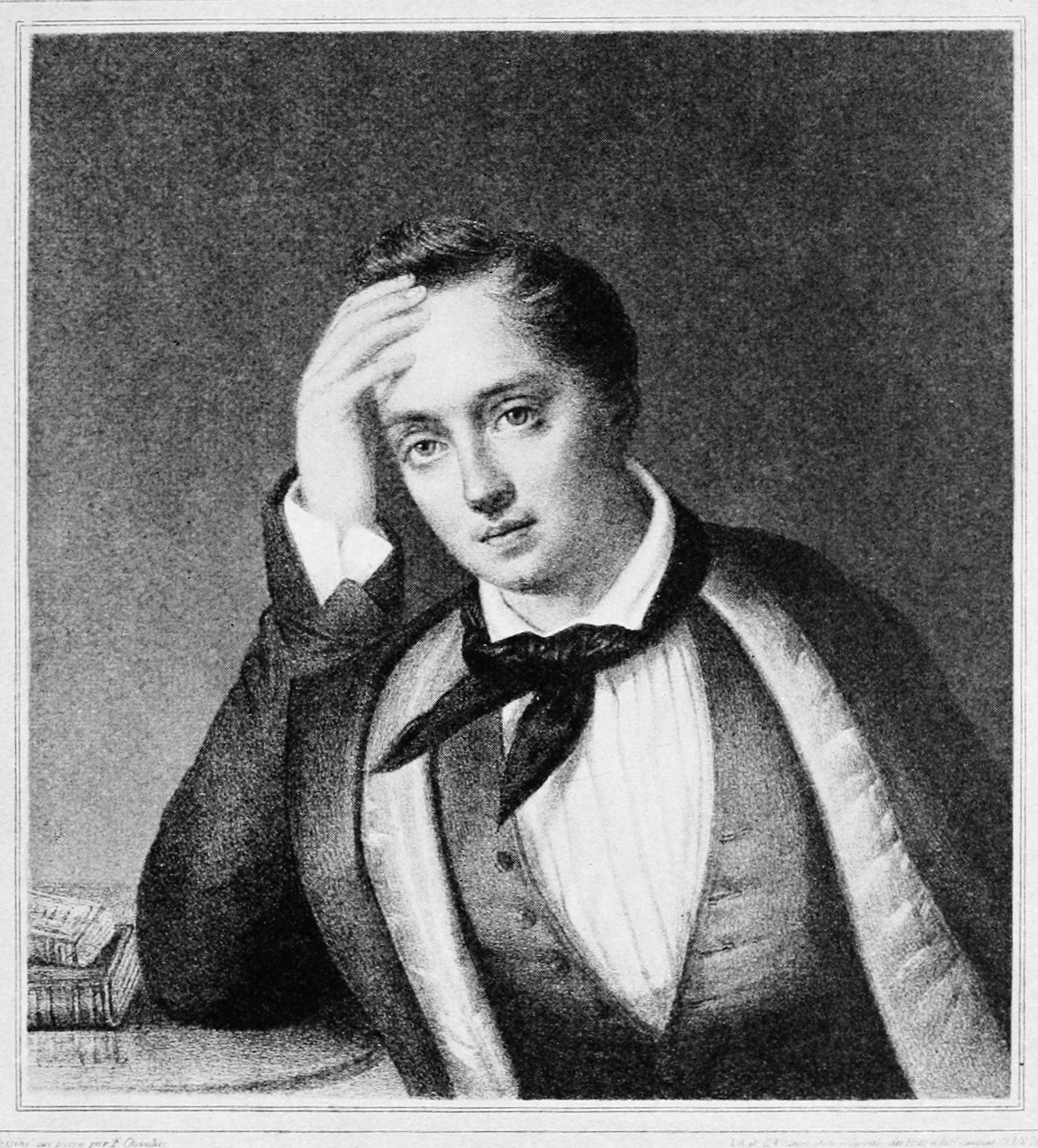
Evgenij Abramovič Baratynskij
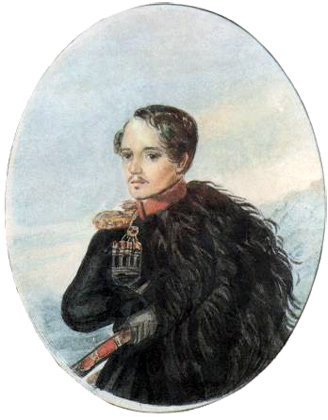
Michail Jur'evič Lermontov